# Bathippus waoranus
Bathippus waoranus là một loài nhện trong họ Salticidae.
Loài này thuộc chi Bathippus. Bathippus waoranus được Embrik Strand miêu tả năm 1911.